# Аденштедт
Аденштедт (нем. Adenstedt) — община в Германии, в земле Нижняя Саксония. Входит в состав района Хильдесхайм. Подчиняется управлению Зиббессе. Население составляет 1028 человек (на 31 декабря 2010 года). Занимает площадь 18,67 км².
| Год  | Население |
| ---- | --------- |
| 1990 | 1122      |
| 1995 | 1197      |
| 2000 | 1151      |
| 2005 | 1104      |
| 2010 | 1034      |